# Malla Silfverstolpe
Magdalena (Malla) Sofia Silfverstolpe, född Montgomery 8 februari 1782 i Snappertuna i Nyland, död 17 januari 1861 i Uppsala, var en svensk författare och salongsvärdinna. Hon skapade under romantiken Sveriges kanske mest berömda litterära salong. Som författare skrev hon ett av de första svenska självbiografiska verken, som i romantisk anda satte fokus på det egna jagets utveckling.

## Biografi

### Tidiga år
Silfverstolpe blev tidigt föräldralös. Modern, friherrinnan Katarina Charlotta Rudbeck som var dotter till Thure Gustaf Rudbeck (1714–1786), dog ett par månader efter födseln. Fadern, den finlandssvenske krigshjälten Robert Montgomery, hade varit varit regementschef i Finland, och flyttade tillbaka till egentliga Sverige. Senare blev denne tidigare Gustav III:s gunstling landsförvisad till den svenska kolonin Saint-Barthélemy för sitt medlemskap i Anjalaförbundet. Efter Gustav III:s död år 1792 benådades Montgomery och återkom till Sverige, men han var då upptagen av den nya familj som han bildat redan före landsförvisningen.
Den ettåriga dottern uppfostrades framför allt av sin mormor friherrinnan Magdalena Rudbeck på Edsberg i Sollentuna socken. Hon var en kraftfull kvinna som ensam styrde över godset Edsberg och som även tog hand om sin yngre syster Gustava Rudbeck och Malla Silfverstolpes halvsyster, Gustava Arnell. Malla Silfverstolpe skriver i sina memoarer att Edsberg var kvinnodominerat: något ”egentligt herravälde var dem alldeles obekant”.
Malla Silfverstolpe fick en aristokratisk flickutbildning i hemmet med hjälp av olika guvernanter, en informator och en präst. Utbildningen omfattade språk, matematik, historia och geografi samt katekesen och Bibeln. Ett ovanligt inslag i hennes skolning var att hon studerade engelska och inte endast franska, vilket var det dominerande språket vid denna tid, följt av tyska, vilket hon lärde sig senare genom vänner. Som societetsflicka skulle hon också lära sig musicera, rita och dansa, men trots ett stort intresse, särskilt för musik, visade hon ingen speciell talang inom detta område. Däremot fick hon framgång som skådespelerska i pjäser som framfördes på Edsberg under ungdomsåren, av henne själv och vänkretsen.
Hennes formella skolning avslutades efter konfirmationen och därefter ägnade hon sig åt egna studier, främst läsning av skönlitteratur, som var hennes stora passion. Läsandet kan följas i självbiografin där hon som vuxen gör noggranna anteckningar och bedömningar av det hon läst. De författare som mest påverkade hennes liv och verk var Goethe, Rousseau, Madame de Staël, Byron, Atterbom, Geijer och Fredrika Bremer.

### Salongsvärdinna

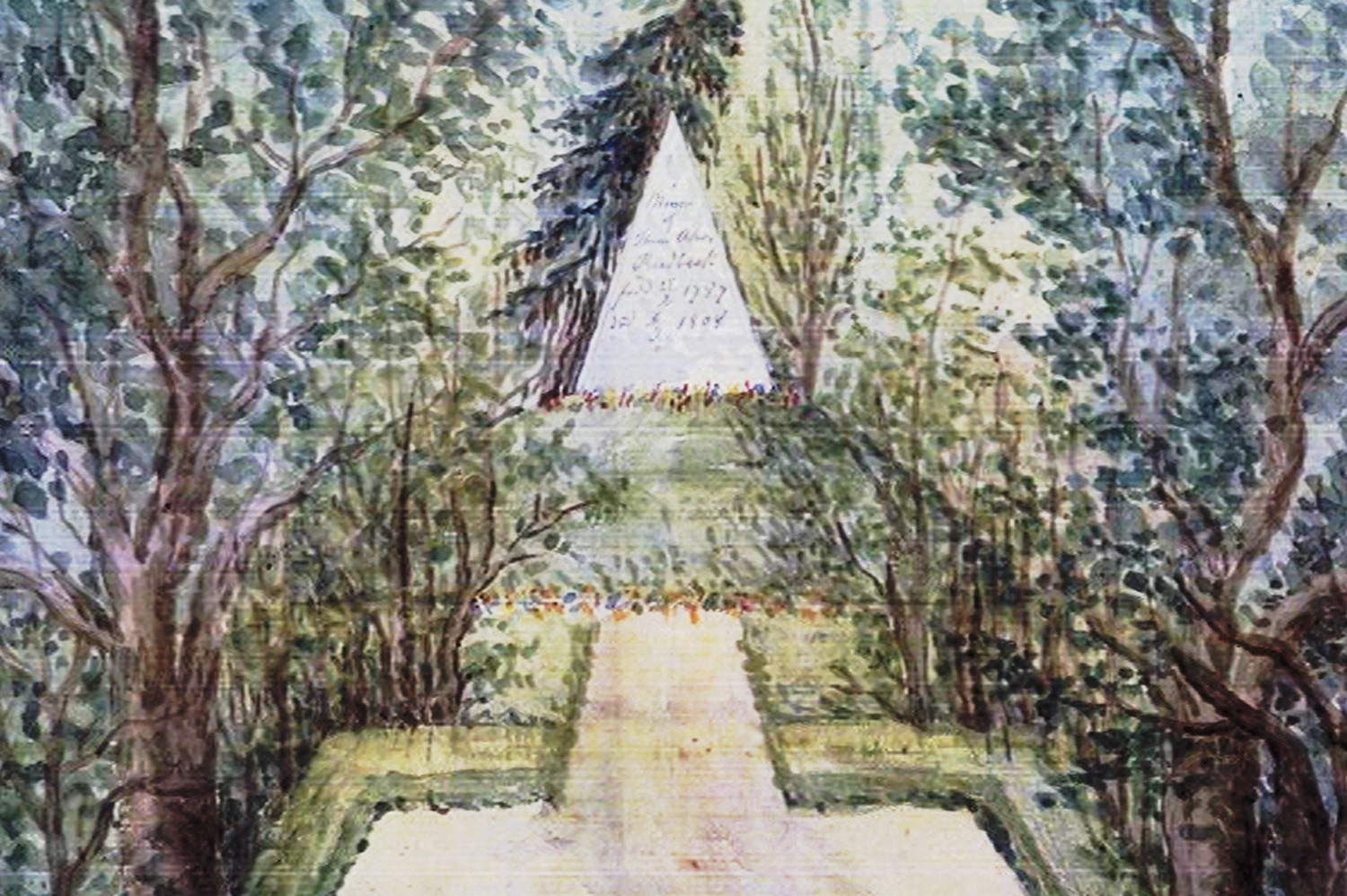
Edsbergs slott: monumentet över Magdalena Mentzer, född 26 oktober 1726, död 3 februari 1809 och hennes sonson Ture Axel Rudbeck född 15 februari 1787, död 6 september 1808. Akvarell av Malla Silfverstolpe.

Hon debuterade i societetslivet vid femton års ålder. Hon gifte sig som 25-åring 1807 med översten i generalstaben David Gudmund Silfverstolpe (1769–1819), under påtryckning från sin mormor och med stor tvekan – hon hade många friare. Hennes äktenskap var inte lyckligt, i synnerhet inte efter att hennes makes mjältsjuka hade förvärrats. Deras temperament och intressen var alltför olika ,och David Silfverstolpe drabbades med tiden av svåra depressioner, som gjorde honom besvärlig att leva med. När äktenskapet också blev barnlöst gled de allt längre från varandra.
Hon flyttade till Uppsala 1812 och kom så småningom att inta en betydande plats stadens sällskapsliv. Från 10 november 1820, ett år efter att hon blev änka, höll hon ”fredagsafton” efter exempel från de franska salongsdamerna. Hon var då 38 år, förmögen aristokrat med en avsevärd kulturell och social kompetens, vilket gjorde hennes hem till den centrala träffpunkten för Uppsalas romantiska författare.
I hennes hem samlades de vetenskapliga kretsarna, liksom den högre societeten och betydelsefulla personer från utlandet. Salongen var under ett par årtionden inte bara en sällskaplig medelpunkt, utan även en samlande och sammanhållande makt inom de svenska romantiska kretsarna. Kärnan i kretsen var Erik Gustaf Geijer med hustrun Anna Lisa och P D A Atterbom med hustrun Ebba samt professorn i österländska språk Gustaf Knös med hustrun Alida Knös och dottern Thekla Knös, som senare själv blev författare och salongsvärdinna tillsammans med sin mor. Kring dessa tre familjer och Malla Silfverstolpe formades också en mer skiftande gruppering av manliga skribenter, musiker, akademiker, studenter och vissa kvinnor, oftast släktingar till männen, men även kvinnliga författare som Fredrika Bremer och Sophie von Knorring. 
Silfverstolpe var själv mycket mottaglig och bildningsintresserad och blev, trots att hon var uppfostrad i fransk bildning, helt medryckt av den nya, romantiska kulturen. Hon understödde också romantikens företrädare, inklusive Per Ulrik Kernell och Adolf Fredrik Lindblad, ekonomiskt.
Salongen var aktiv till 1850-talet, men dess blomstringstid var 1820- och 1830-talet.
Litteraturen stod i centrum i salongen, och ännu inte publicerade verk lästes högt och diskuterades. Atterbom presenterade Lycksalighetens ö och C J L Almqvist rönte stor framgång med Törnrosens bok under 1830-talet. När han sedan publicerade Det går an 1839 blev han alltför radikal för kretsen. Även Malla Silfverstolpe deltog i den kritiska debatt som följde i kölvattnet på Almqvists roman med kortromanen Månne det går an?, 1840. Hon ifrågasatte Almqvists idé om fri samlevnad mellan kvinna och man och hävdade, som flera andra, att ett sådant förhållande var omoraliskt och skulle leda till att kvinnor utnyttjades.
Men även musiken hade stor plats i salongen. Geijer spelade och sjöng ofta liksom studenten och Bellman-sångaren Per Ulrik Kernell och den blivande kompositören Adolf Fredrik Lindblad. Både Kernell och Lindblad var viktiga för Malla Silfverstolpe, som utvecklade en svärmisk vänskap med dem. Kernells tidiga död i tuberkulos inspirerade henne till att börja skriva sin självbiografi och relationen med Lindblad ledde till en livslång vänskap som fick stor betydelse för dem båda. Lindblad blev en av Sveriges mera uppmärksammade kompositörer under 1800-talet och Malla Silfverstolpe hjälpte honom som mecenat. Hon ordnade ett stipendium åt honom för studier i Tyskland och Frankrike och arrangerade en resa till Tyskland, där även Geijer och hon själv deltog. Genom Malla Silfverstolpe fick Lindblad kontakt med Berlins salonger, där hans sånger spelades. De blev senare utgivna i översättning av Malla Silfverstolpes väninna, författaren Amalia von Helvig.

### Memoarerna
År 1822 började Silfverstolpe, efter Kernells enträgna uppmaningar, att skriva memoarer baserade på de dagboksanteckningar hon fört genom livet. Den första versionen av hennes självbiografi skrevs mellan 1822 och 1836 och omarbetades sedan under 1840-talet med hjälp av Fredrika Bremer. Denna var mycket positiv, men ansåg att texten måste bli mer fokuserad på Malla Silfverstolpes personliga utveckling. Denna blev centrum i skildringen, men ett tydligt inflytande från äldre livsberättelser finns också kvar. Malla Silfverstolpe kallade själv sin text för ”Minnen” och den första tryckta versionen fick namnet ”Memoarer”; termer som båda hänvisar till ett bredare, mindre jagcentrerat verk. Texten börjar exempelvis med en lång släktkrönika och Malla Silfverstolpe kallar ibland sin text för ”Släktminnen”.
Malla Silfverstolpes Memoarer publicerades inte under hennes livstid, troligen för att de innehöll material som bedömdes som känsligt. Åren 1908–1911 redigerades de för en första utgivning av hennes namne, Malla Grandinson, Adolf Fredrik Lindblads dotter. En andra upplaga utkom 1914. De är mycket innehållsrika som person- och kulturhistoriska skildringar. Hela den värld, där Sveriges främsta kulturpersonligheter levde under hennes tid, beskrivs med stor förtrogenhet, beundran och finkänslighet och ger viktiga bidrag till kunskapen om bland andra Carl Jonas Love Almqvist, Per Daniel Amadeus Atterbom, Erik Gustaf Geijer, Lindblad, Anders Fredrik Skjöldebrand, Gunnar Wennerberg, Esaias Tegnér, Adolf Törneros och Johan Olof Wallin. Även från Tysklands tongivande kretsar ger hon livfulla förstahandsintryck, som baseras på hennes vistelse där 1825–26. En tysk upplaga med inledning av Ellen Key utkom 1916.

### Sista tid
Malla Silfverstolpe avled i Uppsala 1861. Hon är begravd på Uppsala gamla kyrkogård.

## Eftermäle och i kulturen
Till Silfverstolpe skrevs flera dikter, av bland andra Atterbom, Geijer (Reseda) och Johan Olof Wallin. I striden om Almqvists Det går an deltog hon med Månne det går an? (1840).
Malla Silfverstolpes väg i Sollentuna är uppkallad efter henne. Hon ligger begravd på Uppsala gamla kyrkogård.